# 일상 생활 활동
일상 생활 활동(Activities of daily living, ADL) 또는 일상생활동작은 사람들의 일상적인 자기돌봄 활동을 지칭하기 위해 의료, 재활, 돌봄, 복지 분야에서 사용되는 용어이다. 의료종사자는 종종 개인의 기능적 상태를 측정하기 위해 ADL을 수행할 수 있는 능력 또는 무능력을 사용한다. ADL의 개념은 원래 1950년대 오하이오주 클리블랜드에 있는 벤자민 로즈 병원의 Sidney Katz와 그의 팀에 의해 제안되었다. 그 이후로 많은 연구자들이 ADL의 개념을 개선하고 추가했다. 예를 들어, 이제 ADL을 평가하는 많은 지수에는 이동성에 대한 일부 척도가 포함된다.
또한 1969년에 로튼(Lawton)과 브로디(Brody)는 독립적인 생활을 지원하는 다양한 활동을 보다 포괄적으로 포함하기 위해 도구적 일상 생활 활동(IADL) 개념과 평가를 개발했다. ADL은 장애인, 부상자, 노인을 돌보는 데 자주 사용되는 용어이다. 어린 아이들은 아직 ADL을 독립적으로 수행하는 데 필요한 기술이 발달 중이기 때문에 ADL을 수행하려면 성인의 도움이 필요하며, 발달하면서 도움이 줄어들게 된다. 연령, 노령화, 장애에 관계없이 일상생활의 변화는 다양한 이유에 의해 일어나기 때문에 이를 설명하고 변화를 살펴볼 필요가 있다.  
전반적인 ADL에는 식사, 목욕, 옷 입기, 몸단장, 일, 가사, 대소변 후 청소, 여가 등이 포함되며, 크게 유아기부터 습득하는 기본적 일상생활활동(BADL: Basic ADL)과 청소년기 전반에 걸쳐 학습되는 도구적 일상생활활동(IADL: Instrumental ADL)으로 분류된다. 기본적 일상생활활동은 개인적 일상생활활동(PADL: Personal ADL)이라고도 하며 자신을 돌보는 데 필요한 일상생활작업을 포함하고, 도구적 일상생활활동은 복합적인 일상생활(Complex ADL)이라고도 하며, 지역사회생활을 유지하기 위한 일상생활작업을 포함한다. 
현재 의료와 재활에서 사용되는 ADL 평가는 미국의 인구를 대상으로 ADL 상태를 조사한 것이다. ADL의 기본 정의가 제안되었지만 각 개인에 대한 특정 ADL을 구체적으로 구성하는 요소는 다양할 수 있다. 자신의 기능 수준에 대한 사람들의 인식에 영향을 미치는 일부 요인에는 문화와 교육 등이 포함된다.
필수적인 ADL을 수행할 수 없는 사람은 삶의 질이 낮거나 현재 생활 조건이 안전하지 않을 수 있다. 따라서 다른 개인 및 기계 장치의 도움이 필요할 수 있다. ADL을 보조하는 기계 장치의 예로는 전동 리프팅 시트, 욕조 이동 벤치, 계단 교체용 경사로 등이 있다.